# تپه چاه کپنگ
تپه چاه کپنگ در شهرستان فیروزآباد، بخش قیر، بعد از تأسیسات شرکت نفت واقع شده و این اثر در تاریخ ۱۲ بهمن ۱۳۸۱ با شمارهٔ ثبت ۷۱۹۷ به‌عنوان یکی از آثار ملی ایران به ثبت رسیده‌است.